# Piotr Banaszak
Piotr Banaszak (Inowrocław, 20 de marzo de 1964) es un deportista polaco que compitió en halterofilia. Ganó dos medallas en el Campeonato Europeo de Halterofilia, plata en 1991 y bronce en 1992.

## Palmarés internacional
| Campeonato Europeo | Campeonato Europeo     | Campeonato Europeo | Campeonato Europeo |
| Año                | Lugar                  | Medalla            | Categoría          |
| ------------------ | ---------------------- | ------------------ | ------------------ |
| 1991               | Władysławowo (Polonia) | Medalla de plata   | 110 kg             |
| 1992               | Szekszárd (Hungría)    | Medalla de bronce  | 110 kg             |